# Dmitry Zuyev
Dmitry Petrovich Zuyev (23 de junio de 1854 - Petrogrado, Imperio ruso; 4 de septiembre de 1917) fue un general del Ejército Imperial Ruso.
Fue el comandante de la 1.ª División de Infantería entre 1907 y 1910. Combatió en la guerra ruso-turca de 1877-1878 y en el frente oriental de la Primera Guerra Mundial. Comandó el 25.º  (1910-1914) y el 29.º Cuerpo de Ejército (1914-1915). En septiembre de 1915 fue nombrado comandante del Distrito Militar de Dvinsk.
Tras la Revolución de Febrero, fue destituido de su puesto y alistado en la reserva de rangos en el cuartel general del distrito militar de Petrogrado. Murió el 4 de septiembre de 1917 en Petrogrado.
Fue condecorado con la Orden de San Alejandro Nevski, la Orden del Águila Blanca, la Orden de San Vladimir, la Orden de Santa Ana y la Orden de San Estanislao.

## Condecoraciones
- Orden de Santa Ana, 4.ª Clase, 1878; 3.ª Clase, 1884; 2.ª Clase, 1891; 1.ª Clase, 1904
- Orden de San Estanislao, 3.ª Clase con Espadas, 1878; 2.ª Clase, 1887; 1.ª Clase, 1900
- Orden de San Vladimir, 4.ª Clase, 1893; 3.ª Clase, 1895; 2.ª Clase, 1907
- Orden del Águila Blanca, 6 de diciembre de 1912
- Orden de San Alejandro Nevski, con Espadas, 18 de marzo de1915; y Diamantes, 1 de mayo de 1915